# European Mathematical Psychology Group
Die European Mathematical Psychology Group (EMPG) ist eine informelle Gruppe europäischer mathematischer Psychologen. Als Mitglieder werden all jene Wissenschaftler betrachtet, die in jüngerer Zeit an einer ihrer jährlichen Treffen teilgenommen haben. Sitz der 1971 gegründeten Organisation ist Paris.
Die jährlichen Treffen bilden das europäische Gegenstück zu den jährlichen Treffen der 1979 gegründeten amerikanischen Society of Mathematical Psychology, ohne dass dies als Abgrenzung zu verstehen wäre (beide Veranstaltungen haben immer auch viele überseeische Teilnehmer).